# كلية هافرفورد
كلية هافرفورد، وهي كلية فنون ليبرالية خاصة في هافرفورد في بنسلفانيا، جميع طلابها من طلاب المرحلة الجامعية ويقيم جميعهم تقريبًا في الحرم الجامعي. تأسست الكلية في عام 1833 من قبل أعضاء المنطقة في اجتماع فيلادلفيا السنوي الأرثوذكسي لجمعية الأصدقاء الدينية (الكويكريون)، بهدف ضمان الحصول على التعليم للشباب الكويكريون على أساس قيم جمعية الأصدقاء الدينية. وعلى الرغم من أن الكلية لم يعد لها أي انتماء ديني رسمي، إلا أن فلسفة هذه الجمعية لا تزال تؤثر على الحياة في الحرم الجامعي.
بدأت كلية هافرفورد، التي كانت بالأصل مؤسسة للذكور، في قبول الطلاب الإناث المنقولين إليها في سبعينيات القرن العشرين، وأصبحت مختلطة التعليم بالكامل في عام 1980. وأما حاليًا، فأكثر من نصف طلاب هافرفورد من النساء. بقي إجمالي عدد الطلاب المسجلين في جامعة هافرفورد أقل من 300 طالب خلال معظم القرن العشرين، ولكن خاضت الكلية فترتين من التوسع خلال سبعينيات القرن العشرين وما تلاها، إذ التحق بها 1.353 طالبًا في عام 2018. تُقدم كلية هافرفورد درجة البكالوريوس في الآداب ودرجة البكالوريوس في العلوم في 31 تخصصًا من الإنسانيات والعلوم الاجتماعية والعلوم الطبيعية
تُعد كلية هافرفورد عضوًا في اتحاد كلية الثالوث، الذي يسمح للطلاب بالتسجيل في الدورات في كل من كلية برين ماور وكلية سوارثمور. وهي أيضًا عضوًا في اتحاد جمعية الأصدقاء الدينية، التي تسمح للطلاب بالتسجيل في جامعة بنسلفانيا. خرجت الكلية أربعة متلقين لجوائز نوبل وستة متلقين لجائزة بوليتزر وعشرين دراسًا لمنحة رودس و104 باحثين في برنامج فولبرايت، بالإضافة لخريجين آخرين.

## ميثاق الشرف
صوّت الطلاب وأعضاء هيئة التدريس في هافرفورد عام 1897 على تبني ميثاق شرف لإدارة الشؤون الأكاديمية. سُمح لكل طالب منذ عام 1963 بجدولة الامتحانات النهائية الخاصة به. تُعد الامتحانات المنزلية شائعة أيضًا في هافرفورد، وقد تتضمن هذه الاختبارات تعليمات صارمة مثل المهلة الزمنية وحظر استخدام النصوص المخصصة أو الملاحظات الشخصية أو الآلة الحاسبة. يُعتبر جميع الطلاب ملزمون باتباع هذه التعليمات بموجب القانون.
توسع ميثاق الشرف الذي صُمم في الأساس كميثاق للأمانة الأكاديمية بحلول سبعينيات القرن العشرين من أجل حكم التفاعلات الاجتماعية الحاصلة.
لا يدرج هذا الميثاق قواعد محددة للسلوك، ولكنه يؤكد على فلسفة الثقة المتبادلة والاهتمام والاحترام، فضلًا عن المشاركة الحقيقية التي يُتوقع من الطلاب اتباعها.  لا يُشجع أي طالب (أو أي عضو آخر في الجامعة) يشعر أن أحدًا آخر خرق الميثاق، على عدم النظر إلى الجانب الآخر، بل على المواجهة والدخول في حوار مع الآثِم المحتمل، وذلك قبل إيصال الأمور إلى مجلس الشرف الذي يمكن أن يساعد في التوسط لحل النزاع الحاصل.
نشأ جدل كبير في ربيع عام 2018 عندما فشل اعتماد ميثاق الشرف، ولكنه استؤنف بعد العديد من نقاشات مكررة وطرق مسدودة، مع استبدال الميثاق السابق بالإجراءات المؤقتة التابعة للإدارة.
يدير موظفي الهيئة الطلابية هذا الميثاق، وتستمع هيئات المحلفين الطلابية إلى جميع المسائل الأكاديمية، وأما المسائل الأكثر حساسية فيتعامل معها المسؤولين. تُوزع ملخصات عن الحالات التي يسمعها الطلاب واللوحات الطلابية الإدارية المشتركة على جميع الطلاب بعدة طرق، بما في ذلك المستندات المُرسلة إلى صناديق بريدهم.
يتعين على كل طالب قبل التسجيل التوقيع على تعهد بالموافقة على ميثاق الشرف، والذي أصدره مجموعة من الطلاب الذين شعروا بضرورتها، واستمر الطلاب الحاليون بإدارتها وتعديلها كل عام.

## الحياة الأكاديمية

### البرنامج الأكاديمي
تُقدم كلية هافرفورد درجة البكالوريوس في الآداب ودرجة البكالوريوس في العلوم في 31 تخصصًا من الإنسانيات والعلوم الاجتماعية والعلوم الطبيعية، إذ تتطلب جميع هذه الأقسام أطروحة عليا أو مشروع أو بحث من أجل التخرج، وتتضمن العديد من الأقسام أيضًا ندوة على مستوى المبتدئين أو مشروع يستمر لمدة عام واحد كما هو الحال في علم الأحياء (سوبرلاب) (مختبرات مجهزة بشكل جيد جدًا) والكيمياء(سوبرلاب).
تحافظ الكلية أيضًا على متطلبات التوزيع، إذ تنشر عمل الدورة في جميع المجالات الثلاثة من الإنسانيات والعلوم الاجتماعية والعلوم الطبيعية، بالإضافة إلى أعمال الدورات الأساسية.
تقدم هافرفورد بالإضافة إلى التخصصات الرئيسية والثانوية، حشدًا في الدراسات الأفريقية والكيمياء الحيوية والفيزياء الحيوية وعلم الحاسوب والدراسات الآسيوية الشرقية والتعليم ودراسات المرأة ودراسات النوع الاجتماعي والصحة والمجتمع والدراسات الأمريكية اللاتينية والدراسات الإيبيرية ودراسات الاقتصاد الرياضي والعلوم العصبية والسلوكية والسلام والعدالة وحقوق الإنسان.
يستطيع الطلاب متابعة الاختصاصات ما قبل الطبية أو ما قبل القانونية أو ما قبل الأعمال من خلال أي تخصص كان؛ إذ تقدم الكلية مشورة خاصة من قبل المتخصصين في هذه المجالات.
يستمتع طلاب الموسيقا بحالة القرب الوثيق من تقاليد فيلادلفيا الموسيقية التي تتضمن: أوركسترا فيلادلفيا ومعهد كورتيس الموسيقي، حيث يمكن للطلاب الحصول على تذاكر منخفضة السعر للحفلات الموسيقية، وعلى حصص إضافية للتدرب على الآلات الموسيقية أو لتدريب أصواتهم.

### الاتحاد
وسعت علاقة اتحاد هافرفورد مع كل من برين ماور وسوارثمور وجامعة بنسلفانيا (اتحاد جمعية الأصدقاء الدينية (الكويكريون)) الدورات الدراسية بشكل كبير، بل وتتمتع هافرفورد وبرين ماور بعلاقة وثيقة بشكل خاص (اتحاد الكليات الثنائية) تتضمن أكثر من 2000 طالب مسجل بين الكليتين. يقع الحرم الجامعي على بعد ميل واحد فقط ويتم الوصول إليه عبر مكوك يعمل ذهابًا وإيابًا يسمى الحافلة الزرقاء.
تقع بعض الأقسام مثل الدين والموسيقى في حرم هافرفورد، بينما تقع بعض الأقسام الأخرى مثل المسرح والإنماء وهَيكلة المدن في حرم برين ماور. ويُمكن للطلاب التخصص في هذه الأقسام من كلا الكليتين.
| إحصائيات القبول والالتحاق                           |           |           |           |           |           |           |           |           |
|                                                     | 2019      | 2018      | 2017      | 2016      | 2015      | 2014      | 2013      | 2012      |
| المتقدمون                                           | 4,968     | 4,682     | 4,424     | 4,067     | 3,467     | 3,496     | 3,585     | 3,626     |
| المقبولون                                           | 801       | 877       | 859       | 871       | 852       | 861       | 842       | 830       |
| معدل المقبولين                                      | 16.1%     | 18.7%     | 19%       | 21%       | 24.6%     | 24.6%     | 23.5%     | 22.9%     |
| المُسجلون                                            | 362       | 357       | 349       | 352       | 346       | 340       | 333       | 323       |
| اختبار القدرات الدراسية (SAT) بنسبة مئوية (25 - 75) | 1390-1540 | 1390-1530 | 1390–1530 | 1980–2280 | 1990–2300 | 1990–2240 | 1970–2240 | 1980–2280 |
| اختبار الكلية الأمريكية (ACT) بنسبة مئوية (25 - 75) | 32-34     | 32-34     | 31-34     | 31-34     | 31–34     | 31–34     | 30–33     | 29        |

تعتبر أخبار يو إس نيوز آند وورد ريبورت أن قبول هافرفورد هو «الأكثر انتقائية»، إذ بلغ معدل القبول في صف 2022 حوالي 18.7 %، بعدد ملتحقين حوالي 4.682 متقدمًا؛ قُبل منهم 877. وقد كان 96 % من أولئك الذين قُبلوا بتقديم مثل هذه البيانات، من أفضل 10 % من طلاب فصلهم في المدرسة الثانوية.
كانت درجات اختبار القدرات الدراسية (SAT) الوسطية هي 730 للتفكير النقدي و760 للرياضيات، بينما كانت درجات اختبار الكلية الأمريكية (ACT) الوسطية هي 34.
حُدد من بين الطلاب الذين قُبلوا في الفصل 2022 حوالي 50.1 % كأشخاص ملونين، و16 % منهم طلابًا دوليين. وكان معدل قبول هافرفورد للفصل 2023 أقل من سابقه ووصل إلى 16.1 %، إذ قُبل 801 طالب من بين 4.968 متقدم.